# Empezar Desde Cero

Empezar Desde Cero je četvrti album latino pop grupe RBD na španjolskom jeziku objavljen krajem 2007. godine. Album je izbacio brojne hitove te je ostvario velike uspjehe u Sloveniji, Brazilu i Sjedinjenim Državama. Za ovaj album su zaradili nominaciju za nagradu Grammy. Nakon objave ovog albuma počelo se šuškati da se sastav raspada.

## Popis pjesama
1. "Empezar Desde Cero (Započeti od nule)" – 3:14
2. "Y No Puedo Olvidarte (I ne mogu te zaboraviti)" – 3:56
3. "Inalcanzable (Nedostižno)" – 4:14
4. "No Digas Nada (Nemoj ništa reći)" – 3:20
5. "El Mundo Detrás (Svijet iza)" – 3:50
6. "Hoy Que Te Vas (Danas kada odlaziš)" – 3:09
7. "Llueve en Mi Corazón (Kiši u mojem srcu)" – 3:19
8. "Fui la Niña (Bila sam djevojčica)" – 3:29
9. "A la Orilla (Na obali)" – 4:40
10. "Amor Fugaz (Prolazna ljubav)" – 3:40
11. "Sueles Volver (Vraćaš se)" – 3:29
12. "Si No Estás Aquí (Ako nisi ovdje)" – 3:26
13. "Extraña Sensación (Čudan osjećaj)"– 4:13